# 邹振隆
邹振隆（1940年—2021年11月29日），男，四川重庆人，中国天体物理学家，曾任中国科学院国家天文台研究员、博士生导师，中国天文学会理事。